# Спасьонов Василь Володимирович
Васи́ль Володи́мирович Спасьо́нов (1975-2014) — підполковник Збройних сил України, учасник російсько-української війни.

## Життєпис
Народився Василь Спасьонов у селищі міського типу Степанівка Сумської області. Служив начальником протиповітряної оборони 51-ї механізованої бригади. Разом із іншими бійцями бригади брав участь у відсічі збройній агресії Росії. Зі слів бійців бригади, завжди турбувався про своїх підлеглих, ніколи не ховався за їхніми спинами. 23 липня 2014 року добровільно зголосився супроводжувати з десантним підрозділом та підрозділом Національної Гвардії БМП, які йшли за танковим підрозділом та мали завдання почати зачистку Лисичанська від сепаратистів. Колона українських збройних сил увійшла у місто першою, та відірвалась від основних частин збройних сил приблизно на 900 метрів. Уже в межах міста колона збройних сил потрапила під масований обстріл сепаратистів, під час якого Василя Спасьонова було поранено. Бійці бригади спробували прикрити свого командира та вивести його й іншого пораненого — сержанта Нацгвардії — у безпечне місце. Але при переході на безпечнішу позицію загін потрапив під новий обстріл, під час якого Василь Спасьонов був поранений удруге, тепер уже смертельно. Під час обстрілу бійці не змогли забрати тіло підполковника, яке було знайдено лише через тиждень після загибелі.
Удома у Василя Спасьонова залишились дружина та син.
Похований Василь Спасьонов на кладовищі у селі Житані Володимир-Волинського району.

## Нагороди та відзнаки
- Орден Богдана Хмельницького III ступеня (15.05.2015, посмертно) — за особисту мужність і високий професіоналізм, виявлені у захисті державного суверенітету та територіальної цілісності України, вірність військовій присязі.[4]
- медаль «За сумлінну службу» III ст.
- нагрудний знак «За досягнення у військовій службі» ІІ ст.
- нагрудний знак «За взірцевість у військовій службі» ІІІ ст.
- 29 жовтня 2014 року Володимир-Волинська міська рада посмертно нагородила Василя Спасьонова почесною відзнакою «За заслуги перед містом Володимир-Волинський».[5][6]
- 24 квітня 2015 року Василю Спасьонову разом із іншими загиблими в АТО військовослужбовцями, які були жителями міста Володимира-Волинського, було присвоєне звання «Почесний громадянин міста Володимира-Волинського».[7][8]

## Вшанування пам'яті
- 22 квітня 2015 року в Слов'янському парку Володимира-Волинського була закладена Алея Слави на пошанування земляків, які загинули на сході України під час проведення антитерористичної операції. Студенти Володимир-Волинського агротехнічного коледжу висадили у парку 8 дубів на згадку про загиблих жителів міста — Віктора Хмелецького, Леоніда Полінкевича, Ігоря Упорова, Олександра Максименка, Михайла Ілляшука, Дмитра Головіна, Дмитра Колєснікова та Василя Спасьонова.[9]
- 18 липня 2015 року у селищі Степанівка Сумського району Сумської області, за ініціативи однокласників, пройшла церемонія відкриття меморіальної дошки загиблому в зоні АТО підполковнику Василю Володимировичу Спасьонову. Меморіальна дошка встановлена на фасаді будівлі Степанівської ЗОШ I—III ступенів № 2, де Василь Спасьонов навчався у 1990—1992 роках.[1]
- Володимир-Волинська міська рада 9 вересня 2015 року ухвалила рішення про присвоєння імені Василя Спасьонова новозбудованій вулиці у місті в районі вулиць Антіна Лотоцького та Володимира Великого.